# Coffea ambongensis
Coffea ambongensis är en måreväxtart som beskrevs av J.-f.Leroy, Aaron Paul Davis och Franck Rakotonasolo. Coffea ambongensis ingår i släktet Coffea och familjen måreväxter. Inga underarter finns listade i Catalogue of Life.